# WEEKEND MAGIC
WEEKEND MAGIC（ウィークエンド・マジック）は、2005年4月～2007年3月にJ-WAVEで毎週土曜の8:00～11:00に放送されていたラジオ番組。ナビゲーター(DJ)は金子奈緒。

## 沿革
番組開始時は、2005年3月まで『SMOOTH AIR』を放送していた7時台と前番組の『SLOW MORNING』枠の大部分をあわせた4時間で放送されていた（7:00～11:00）。2006年4月改編でSMOOTH AIRの放送時間がさらに短縮されたのに伴い、放送開始がさらに1時間早まり放送時間が5時間（6:00～11:00）となった。2006年10月改編では6:00～8:00に『KISS AND HUG』が新設されるのに伴い、放送開始が2時間繰り下げられ放送時間は3時間に短縮した。

## 番組内容
番組は2006年10月改編期のもの
- 8:30 KEY COFFEE METROPOLITAN CAFE
- 9:10 WEEKEND TO GO
- 10:00 JOMO MORNING GREETING

### 過去のコーナー
- NEWS LIBRARY
- HAVE SOME FUN
- NIKE STYLE UP
- AMINO VALUE PLUS ACTIVE
- NISSAN HIT THE ROAD

## 公式サイト
- J-WAVE WEEKEND MAGIC Original Site - ウェイバックマシン（2005年4月3日アーカイブ分）

| J-WAVE 土曜午前のワイド番組 | J-WAVE 土曜午前のワイド番組 | J-WAVE 土曜午前のワイド番組 |
| 前番組                      | 番組名                      | 次番組                      |
| --------------------------- | --------------------------- | --------------------------- |
| SLOW MORNING                | WEEKEND MAGIC               | SPLASH LIFE                 |